# (28614) Vejvoda
(28614) Vejvoda est un astéroïde de la ceinture principale.

## Description
(28614) Vejvoda est un astéroïde de la ceinture principale. Il fut découvert le 25 mars 2000 à l'observatoire Kleť par l'observatoire Kleť. Il présente une orbite caractérisée par un demi-grand axe de 2,21 UA, une excentricité de 0,16 et une inclinaison de 3,0° par rapport à l'écliptique.

## Compléments